# Konzer Moselbrücke
Die Konzer Moselbrücke ist eine Eisenbahnbrücke über die Mosel bei Konz, welche die Saarstrecke und die Obermoselstrecke mit der Trierer Weststrecke verbindet. Sie wird vor allem von den Zügen von Trier nach Wasserbillig/Luxemburg verwendet. Auf der Brückenauffahrt liegt der Haltepunkt Kreuz Konz.
Die Brücke wurde zwischen 1855 und 1875 erbaut; nach der Zerstörung im Zweiten Weltkrieg wurde sie zwischen 1946 und 1953 wieder aufgebaut. Sie hat eine Gesamtlänge von 217 Metern. Die Brücke hat sechs Flusspfeiler und zwei Widerlager. Die Fundamente der Pfeiler 1, 2 und 4–6 wurden 1855 errichtet. 1953 wurde das Fundament von Pfeiler 3 neu erstellt. In den 1990er Jahren wurde sie mehrmals untersucht und ausgebessert. Die Auffahrten von der Saarstrecke und der Obermoselstrecke sowie die Verbindung nach Trier-Zewen waren ursprünglich zweigleisig ausgebaut. Als ein Gleis Anfang der 1990er Jahre zurückgebaut wurde, nutzte man die Trasse auf der Brücke für einen Radweg.